# La notte dei morti viventi (film 1968)
La notte dei morti viventi (Night of the Living Dead) è un film del 1968 diretto, scritto, fotografato e montato da George A. Romero e interpretato da Duane Jones, Judith O'Dea e Karl Hardman.
La storia segue i personaggi Ben (Duane Jones) e Barbara Huss (Judith O'Dea), insieme ad altre cinque persone, intrappolate nella casa colonica di un cimitero della Pennsylvania che pullula di "morti viventi". La notte dei morti viventi è stato il primo film della serie dei morti viventi diretta da Romero; inoltre ne sono stati realizzati due remake.
Alla sua uscita è diventato un vero e proprio cult, incassando 18 milioni di dollari in tutto il mondo. Tuttavia il film ha ricevuto diverse critiche negative a causa del contenuto di scene esplicite, mentre in Italia fu recensito con sorprendente e acuta positività da molti critici, finché non è stato selezionato dalla Library of Congress per la preservazione nel National Film Registry come film esteticamente "significativo".
A causa di un errore commesso dal distributore il film è diventato di pubblico dominio. Durante le riprese il film non aveva ancora il titolo attuale e si chiamava Night of the Flesh Eaters, poi cambiato poiché era troppo simile a quello del film The Flesh Eaters, mentre sul copione era intitolato Monster Flick.
Il film è stato oggetto di diverse interpretazioni: alcuni ritengono che la pellicola sia una metafora della guerra fredda, in cui gli zombi rappresenterebbero i sovietici, altri invece che sia una metafora della guerra del Vietnam; inoltre secondo alcuni critici il film tratterebbe tematiche quali la libera circolazione di armi e il razzismo negli USA. In particolare sul tema del razzismo, la morte tragica e ingiusta di Ben alla fine del film, per mano di un gruppo di cacciatori bianchi che lo scambiano per un morto vivente, rappresenta una potente denuncia del razzismo e dell'ingiustizia sociale.

## Trama

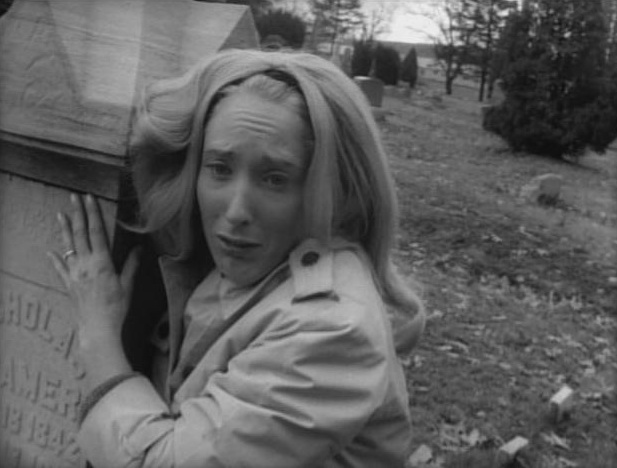
Barbara nell'incontro con il primo zombi

In una località rurale della Pennsylvania, Barbara e suo fratello Johnny sono in visita alla tomba del non troppo amato padre quando improvvisamente vengono assaliti da uno strano uomo che nonostante i movimenti lenti e impacciati, riesce a uccidere Johnny. Barbara fugge in preda al panico e giunge in una casa di campagna in cui cerca rifugio. Qui trova solo il cadavere in decomposizione della precedente proprietaria. Il telefono è isolato e sembra non esserci speranza, quando ad un tratto un uomo irrompe in casa. Il suo nome è Ben e, grazie ai suoi nervi saldi, organizza una difesa contro gli strani esseri che si stanno radunando intorno all'abitazione.
L'assedio continua e i due resistono scoprendo che le creature temono il fuoco. Ben è all'erta, mentre Barbara è ormai preda di una crisi nervosa. Improvvisamente dalla cantina escono due uomini. Sono Harry e Tom, anche loro scampati all'attacco delle creature. Harry si trova lì con la moglie Helen e la figlioletta Karen, mortalmente ferita da una creatura. Tom invece è in compagnia della fidanzata Judy. Tra Harry e Ben scoppia subito lo scontro a causa delle diverse idee che i due hanno sulla difesa della casa. La cosa viene complicata da uno zombie che riesce a fare breccia in una finestra e tenta di aggredire Ben. Lui per difendersi è costretto a usare la carabina Winchester e dopo tre spari riesce infine a colpire il morto alla testa uccidendolo. Il rumore viene sentito fuori, richiamando così altri morti viventi che circondano ancora di più la casa.
Dalla televisione il gruppo viene a sapere che in tutto lo stato i morti stanno risorgendo per nutrirsi di carne umana e contagiare i vivi; la causa sembra essere legata alle radiazioni emesse da una sonda sperimentale tornata da Venere. Il governo degli Stati Uniti sta organizzando una serie di centri di assistenza, che tutti sono invitati a raggiungere. Così gli assediati si convincono a compiere un estremo tentativo. Tom e Ben cercheranno di rifornire di benzina il furgoncino con cui quest'ultimo era giunto alla casa, utilizzando la pompa posta lì vicino.
Mentre Harry copre loro le spalle con delle rudimentali molotov fatte in casa, i due escono allo scoperto, seguiti poco dopo da Judy che si rifiuta di abbandonare il fidanzato. Il trio riesce ad arrivare alla pompa, ma Tom, a causa del nervosismo, spruzza benzina sul furgoncino che prende fuoco. Nel disperato tentativo di allontanare il mezzo dalla pompa di benzina, Tom e Judy rimangono uccisi dall'esplosione e i loro resti vengono poi divorati dagli zombi. Ben, grazie a una torcia e alla carabina che si era portato appresso, riesce a rientrare in casa, nonostante Harry non alzi un dito per aiutarlo.
Questa è la scintilla che fa definitivamente crollare il rapporto tra i due e Ben si sfoga, malmenando il pavido Harry. Mentre fuori gli zombie divorano i resti carbonizzati di Tom e Judy, Ben, intento a ricaricare il fucile in casa, domanda se fosse possibile recuperare la macchina di Harry. La moglie Helen risponde di avere corso per almeno un miglio e che quindi è irraggiungibile. A preoccupare sono inoltre le condizioni della figlia Karen, che gravemente ferita non è in grado di muoversi. Ben si propone di portarla in spalla per la fuga imminente, domandando infine come si è ferita. Helen spiega che la figlia è stata morsa in precedenza da uno zombie, domandando preoccupata che cosa le possa accadere. Ben afferma di non sapere quale tipo di contagio si portino i mostri fuori. I sintomi di Karen sono alquanto strani e poco chiari: stanchezza, spossatezza, perdita di forze nel muoversi. Barbara accenna alla sua auto rimasta lì vicino e Ben cerca di chiederle dove sia situata. In quel momento però i mostri, finito ormai di cibarsi del resto delle vittime, ritornano a circondare la casa.
Ben, per alleviare la tensione, accende il televisore per ascoltare le informazioni attuali. Le notizie che giungono dalla televisione non sono buone, sebbene i sopravvissuti vengano a sapere che una pattuglia di salvataggio comandata dallo sceriffo McClelland si sta dirigendo proprio verso la zona in cui si trovano. Inoltre scoprono che i cadaveri ambulanti possono essere uccisi solo colpendoli in testa, perché difatti è questa la parte riattivata dalla malattia misteriosa, e devono essere poi cremati. A un tratto la luce salta in tutta la casa e gli zombi iniziano a sfondare porte e finestre nel tentativo di entrare, spinti dalla fame di carne umana. Sempre durante gli ultimi disperati tentativi di difesa, Harry cerca di disarmare Ben per prendere il comando della situazione. Ben riesce a riprendersi la carabina e spara a Harry a cui rimane solo la forza di trascinarsi in cantina per spirare di fianco alla figlia, ormai morta e divenuta zombie. Helen poco dopo rientra in cantina e ad aspettarla trova Karen che sta mangiando i resti del padre. Sconvolta da quell'orribile visione, Helen cade a terra e viene uccisa a colpi di cazzuola dalla figlia. Intanto Barbara, cercando di respingerli, riconosce il fratello Johnny, anche lui ormai diventato uno zombi e da cui viene aggredita, trascinata fuori per essere uccisa dagli zombi.

Gli zombi cercano di entrare in casa

Poco dopo gli zombi entrano in casa. Ormai Ben è rimasto da solo contro decine di zombi. Nonostante ciò, riesce a trovare rifugio rinchiudendosi in cantina, dove l'unico problema rimastogli è sparare in testa a Harry e Helen, prima che questi, rianimati, lo uccidano. Ormai l'unica cosa che Ben può fare è sedersi e ascoltare gli orribili rumori e i sinistri lamenti dei morti viventi all'interno della casa. La porta della cantina, rinforzata con varie assi e chiodi, riesce a resistere all'assedio.
Finalmente al mattino arriva con un elicottero Bell 47 la pattuglia di salvataggio che setaccia i dintorni della casa tramite l'utilizzo di cani e poliziotti armati di fucili. I rumori degli spari dei poliziotti, occupati a sterminare gli ultimi zombi rimasti, destano Ben, che con prudenza si avvia al piano di sopra. Un compagno dello sceriffo McClelland intravedendolo con il fucile in mano, lo scambia per uno zombi e lo colpisce direttamente in testa, guadagnandosi i complimenti dello sceriffo stesso per l'ottimo tiro.
L'ultima scena mostra i poliziotti accatastare i corpi degli zombi uccisi in una enorme pira, a cui viene poi dato fuoco; tra i corpi in fiamme vi è anche quello di Ben.

## Produzione
Prima di iniziare il lavoro su La notte dei morti viventi, Romero lavorava nel campo della pubblicità per la Latent Image, compagnia che aveva fondato insieme a John Russo e Russell Streiner. In seguito, verso la fine degli anni sessanta, fonda la Image Ten Productions con un gruppo di amici. L'idea iniziale era di girare un film con un bilancio ridottissimo, ossia di 6.000 dollari. Furono contattate per il progetto altre sette persone, così che ognuno avrebbe dovuto investire 600 dollari. Nacque così la Image Ten, ma ben presto si resero conto che serviva almeno il doppio dei soldi e furono contattati altri finanziatori che non avrebbero lavorato direttamente al film, al contrario dei primi dieci investitori. Alla fine per il film furono spesi 114.000 dollari, una cifra modesta anche per un film degli anni sessanta.
Inizialmente la volontà dei tre era semplicemente di girare un film; l'idea dell'horror fu secondaria e dovuta al fatto che era facile vendere questo genere di film in quel periodo.
Il film fu girato su 35 mm in bianco e nero. Romero aveva pensato anche di farlo su 16 mm a colori, ma desistette dall'idea per due motivi: prima mancavano i soldi e quando riuscì ad avere dei finanziamenti extra preferì tenerli per comprare altre pellicole con lo scopo di girare scene alternative o rigirare alcune parti del film. Tra le scene prese in considerazione per essere cambiate vi era il finale poiché la Columbia e l'American International Pictures dissero che era troppo deprimente. La Walter Reade Organization accettò di proiettare il film senza modifiche o censure con la sola condizione di cambiare il titolo in Night of the Living Dead.
La fortuna della Image Ten è dovuta al fatto che avevano già lavorato con i macchinari necessari per le riprese e quindi erano in grado di utilizzarli e soprattutto già li possedevano. Per risparmiare ulteriormente, e avere una percentuale più alta sui profitti, i primi dieci finanziatori svolsero altri lavori per il film; ad esempio Karl Hardman oltre a recitare nella parte di "Harry Cooper" si occupò anche del trucco.
Gli effetti speciali erano molto semplici e logicamente limitati al budget. Per il sangue fu utilizzato lo sciroppo Bosco e i vestiti erano di seconda mano.

### Sceneggiatura
La sceneggiatura fu scritta da John A. Russo e George A. Romero sotto il titolo di Monster Flick. In un'intervista per la BBC il regista ha dichiarato di aver suddiviso il copione in tre parti; la prima è diventata La notte dei morti viventi, le altre due sono state riadattate per Zombi e Il giorno degli zombi.
Romero si è ispirato al romanzo fantastico Io sono leggenda (I am legend) di Richard Matheson, in cui un solo uomo è rimasto sulla terra dominata dai vampiri. Romero ha trasformato gli astuti succhiatori di sangue in creature quasi totalmente prive d'intelligenza e spinte solo dalla sanguinaria voglia di uccidere. Altri adattamenti cinematografici del romanzo sono L'ultimo uomo della Terra (1964), 1975: Occhi bianchi sul pianeta Terra (1971) e Io sono leggenda (2007). Matheson non fu impressionato dall'interpretazione che Romero aveva dato del suo libro.
Il copione fu cambiato più volte in alcune delle sue parti, soprattutto quelle concernenti i dialoghi di Ben. Hardman ha attribuito le modifiche a Duane Jones che era una persona troppo educata per interpretare un camionista rozzo e probabilmente lo stesso Jones cambiò i dialoghi in base a come sentiva dovesse essere il suo personaggio.

### Cast
Per via del bilancio ristretto la scelta degli attori ricadde inevitabilmente su persone poco conosciute e amici con piccole esperienze cinematografiche. Anche alcuni produttori interpretarono ruoli più o meno importanti.
Il ruolo del protagonista Ben fu assegnato a Duane Jones, un attore afroamericano sconosciuto fino a quel momento. La scelta di un attore nero era decisamente insolita per quel periodo e ancora più insolito era il fatto che non vi fosse nessun riferimento al colore della sua pelle. Romero disse che fu scelto Jones semplicemente perché il suo fu il miglior provino. Prima di lui per il ruolo era stato preso in considerazione Rudy Ricci, che farà comunque parte del cast nel ruolo di uno zombie. Dopo La notte dei morti viventi Jones lavorò in altri film, ma la sua figura fu inevitabilmente legata a Ben, cosa che lui non gradì.

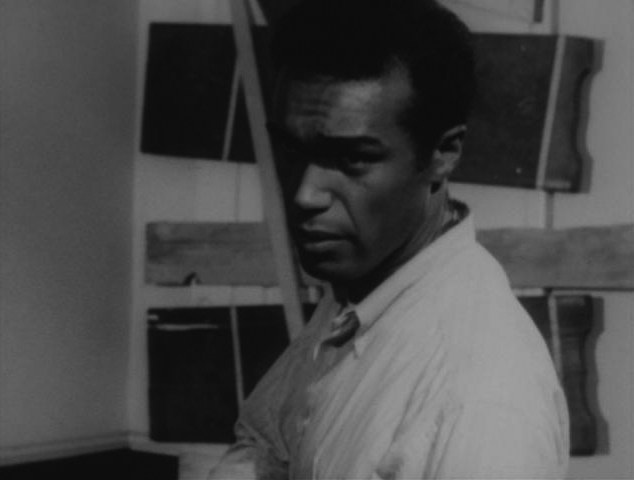
Duane Jones nel ruolo di Ben

Proprio la scelta di un attore afroamericano divenne simbolo di un'irrisolta questione razziale, infatti Romero aggiunse: «Stavo portando la prima copia stampata de La notte dei morti viventi a New York. Ero in macchina e alla radio annunciarono l'omicidio di Martin Luther King. Immediatamente pensai che il mio primo film sarebbe diventato un film totalmente politico».
Per interpretare Barbara fu scelta l'allora ventitreenne Judith O'Dea, conosciuta da Karl Hardman e Marilyn Eastman, che era in cerca di un ruolo con il quale dare una svolta alla propria carriera. Come la maggior parte degli addetti ai lavori non pensava che il film avrebbe avuto un tale impatto nella cultura, cinematografica e non; qualche anno dopo rilasciò un'intervista nella quale disse che la gente non la vedeva più come una «ho-hum Judy O'Dea» ma come Barbara de La notte dei morti viventi.
Gli altri attori non avevano alcun genere di esperienza cinematografica prima di questo film e molti non recitarono più neanche in seguito. È il caso di Keith Wayne che interpreta il ruolo di Tom o di Judith Ridley che sarà presente solo in un altro film di Romero. L'attore S. William Hinzman, che in questo film interpreta lo zombie che uccide Johnny all'inizio della pellicola, continuerà a lavorare nel campo dell'horror in film di discreto successo.
Hardman e Eastman, che si occupavano anche del trucco, delle musiche e dei costumi, interpretarono i coniugi Cooper e la Eastman è anche nei panni di uno zombie che mangia un insetto preso da un albero. Russel Streiner interpreta Johnny, il fratello di Barbara, e George Kosana lo sceriffo McClelland.
Per gli zombie furono necessarie molte comparse. Alcune furono prelevate da Romero dal settore della pubblicità dove lavorava prima, altri erano abitanti di Evans City, dove venne girato il film, che erano attratti dall'idea di partecipare a un film horror.

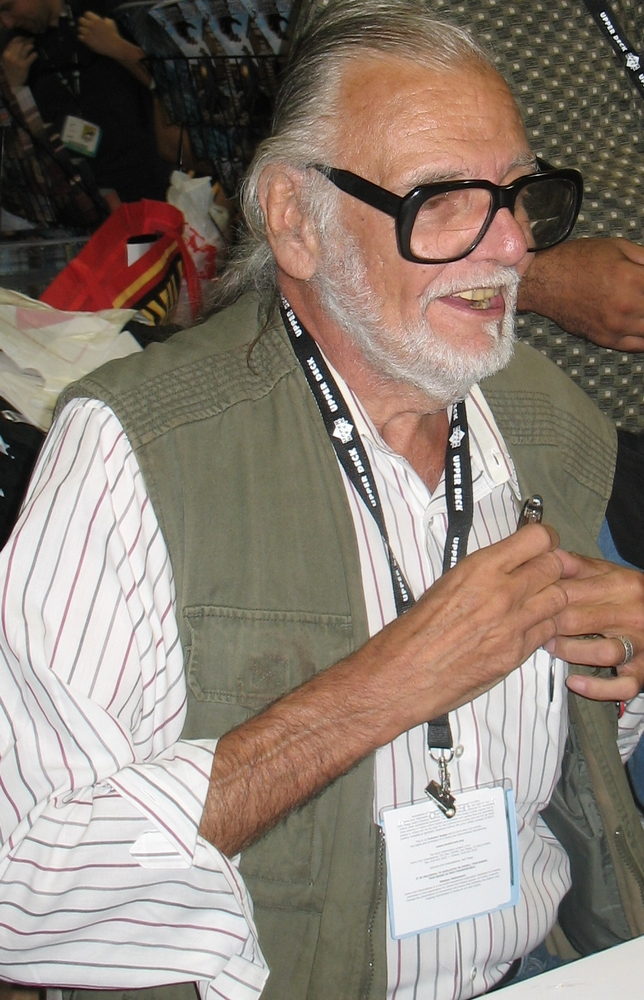
George A. Romero

### Regia
La notte dei morti viventi fu il primo lungometraggio diretto da Romero. Prima di questo film aveva lavorato come regista di cortometraggi per la serie per ragazzi Mister Rogers' Neighborhood, trasmessa dalla rete locale WQED. La decisione di Romero di girare questo film influenzò tutta la sua carriera futura dato che lo inserì nel campo dell'horror; alcuni dei suoi lavori sono i quattro sequel di questo film, La stagione della strega (1972), Creepshow (1982), La metà oscura (1993).
Sullo stato d'animo che voleva trasmettere, Romero ha detto che "il film inizia con una situazione che è già quasi senza speranza e che degenera progressivamente verso l'assoluta disperazione e la tragedia finale".
Lo scrittore R.H.W. Dillard sostiene che l'aver mostrato esplicitamente quelli che sino ad allora erano tabù ha aumentato il successo del film, infatti si chiede: "Quale ragazza non ha, almeno una volta, desiderato uccidere sua madre? E Karen, nel film, ha l'opportunità di commettere l'atto proibito indirettamente".
Romero utilizza i tabù della società come elemento chiave del film, in particolar modo il cannibalismo. Nonostante gli zombi fossero ispirati dal romanzo di Matheson Io sono leggenda, lo storico cinematografico Robin Wood vede in essi una critica al capitalismo statunitense. Wood sostiene che gli zombi rappresentano i capitalisti e "il cannibalismo rappresenta l'estremo della possessività, quindi la fine dei rapporti umani sotto il capitalismo".

### Colonna sonora
La particolare colonna sonora che caratterizza La notte dei morti viventi angosciando lo spettatore non fu composta per il film, bensì fu creata attingendo alla vasta libreria della Hardman Associates. Molto fu preso dalla libreria della Capitol Records e in seguito fu pubblicato anche un album. Tra gli autori scelti ci sono: Ib Glindemann, Philip Green, Geordie Hormel, William Loose, Jack Meakin e Spencer Moore. Alcuni brani erano già presenti in lavori cinematografici e televisivi precedenti, come nel B-movie di fantascienza Teenagers from Outer Space (1959). Nelle scena in cui Ben trova il fucile e in quella dove la radio riporta del disastro che si sta verificando si può sentire un pezzo musicale che può essere ascoltato in versione più estesa all'inizio del film La messaggera del diavolo (1961) nel quale recitava Lon Chaney Jr.; un altro pezzo è preso dall'ultimo episodio della serie TV Il fuggiasco, che era stata trasmessa l'anno precedente. Hardman, che lavorò alla colonna sonora insieme a Marilyn Eastman, disse di aver effettuato una scelta delle canzoni per ogni scena e Romero fece la selezione finale, dopodiché le intensificò elettronicamente.

## Distribuzione

### Versioni
Il primo cambiamento apportato a La notte dei morti viventi consiste nella colorazione avvenuta per mano dei distributori in home video. Gli Hal Roach Studios realizzarono la prima versione colorata del film nel 1986 con zombie di colore verde. Nel 1997 la Anchor Bay Entertainment realizzò la versione con la pelle di colore normale. Nel 2004 la Legend Film produsse una propria versione distribuita dalla 20th Century Fox.

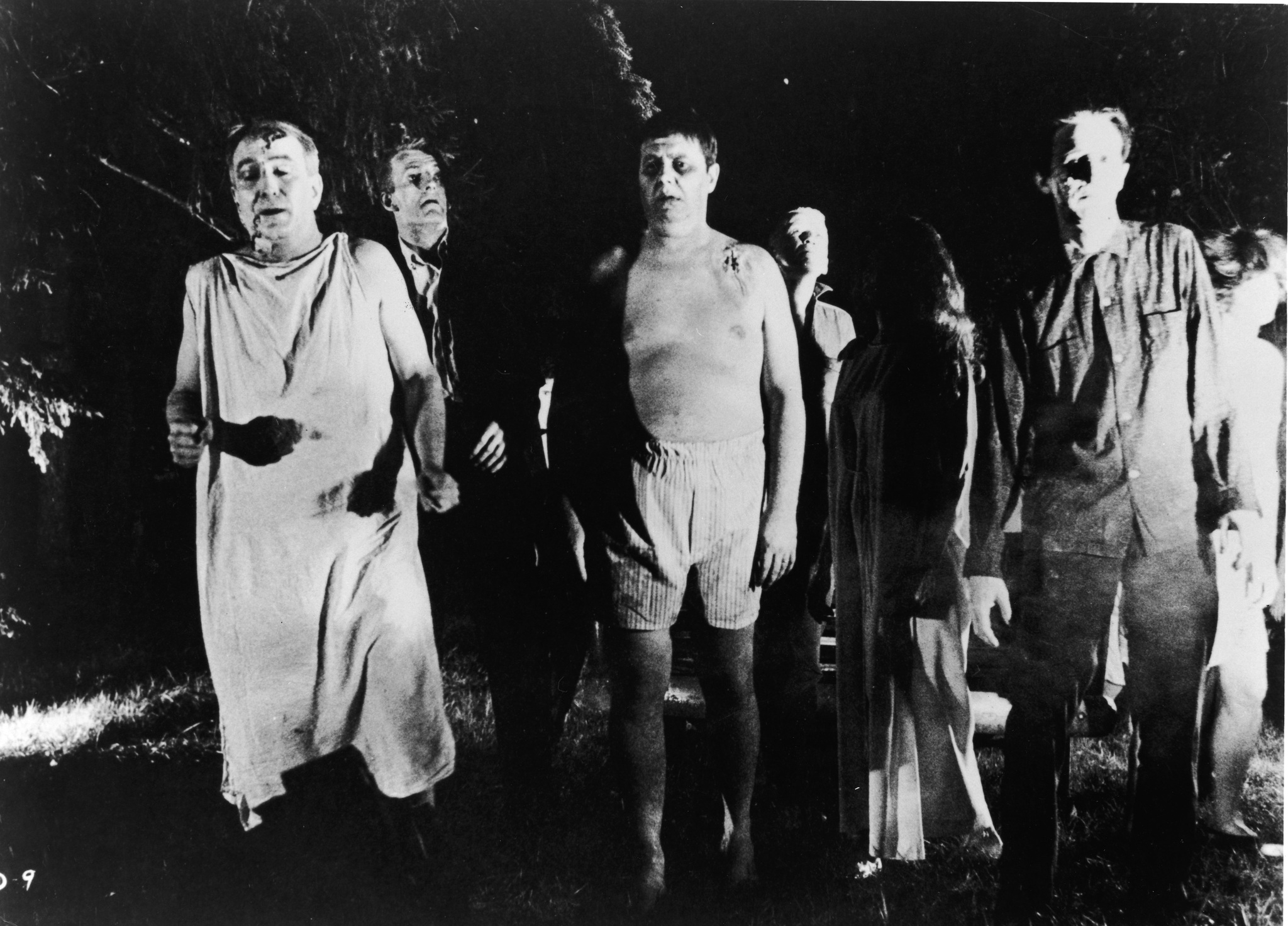
I morti viventi

Lo sceneggiatore John Russo pubblicò nel 1999 Night of the Living Dead: 30th Anniversary Edition, una nuova versione del film per la quale filmò nuove scene e cambiò la colonna sonora con una composta da Scott Vladimir Licina. Russo, in un'intervista a Fangoria, spiega che così il film «funziona meglio del precedente». La rivista Entertainment Weekly sostiene che tra Russo e Romero non scorre cattivo sangue anche se Romero non avrebbe voluto cambiare nulla ne La notte dei morti viventi.
Sono stati girati due remake del film. Il primo nel 1990 da Tom Savini. La nuova Barbara aveva diverse caratteristiche rispetto a quella presente nel film originale. Il critico Barry Grant sostiene che Barbara è stata resa più forte per cambiare la visione stereotipata della donna del primo film. Il secondo remake fu girato in 3D ed è uscito nel 2006 con il titolo di Night of the Living Dead 3D. La trama ha più in comune con il film del 1968 che con quello di Savini. Romero ha partecipato come produttore esecutivo al film di Savini mentre non ha partecipato alla realizzazione dell'altro film.
Il 26 ottobre 2006 ci fu la prima rappresentazione teatrale allo Stella Adler di Hollywood. Lo spettacolo fu prodotto dalla Gangbusters Theatre Company, riscritto da Leon Shanglebee e diretto da Christian Levatino.

### Copyright
La notte dei morti viventi è diventato di pubblico dominio poiché la casa di distribuzione, la Walter Reade Organization, non mise l'avviso del copyright sulla pellicola, cosa necessaria nel 1968 per mantenere il copyright. Questo avviso era stato messo dalla Image Ten nei titoli di testa della versione col titolo Night of the Flesh Eaters. Quando fu cambiato il titolo fu rimosso anche l'avviso.
Per questo motivo il film è venduto in home video da vari distributori. Nell'Internet Movie Database sono elencate 23 copie diverse in DVD e 19 in VHS. Il film può essere anche scaricato gratuitamente da siti internet quali Google Video e Internet Archive. Alla data del 21 settembre 2017, è il film più scaricato dall'Internet Archive.

## Accoglienza
La prima del film fu il 1º ottobre 1968 al Fultom Theatre di Pittsburgh. Attirò principalmente un pubblico di adolescenti che aveva libero accesso alle sale poiché i divieti posti dall'MPAA non sarebbero entrati in vigore sino al mese successivo. Roger Elber del Chicago Sun-Times criticò i genitori e i proprietari dei cinema che lasciavano entrare i ragazzi. Elber disse: «Non credo che sapessero cosa stavano andando a vedere. Erano abituati ad andare al cinema, certo, e sicuramente avevano visto altri film horror, ma questo è diverso». In Italia, come in molti altri paesi del mondo, il film fu vietato ai minori di 18 anni, per la violenza di alcune scene, che per l'epoca erano molto impressionanti (il film viene spesso citato come uno dei predecessori dello splatter odierno).
In Italia uscì nell'estate del 1970 distribuito da Edmondo Amati con un incasso eccezionale di quasi due miliardi di lire dell'epoca.
Nonostante le varie controversie, cinque anni dopo la proiezione Paul McCollough della rivista Take One definì il film come «il film horror di maggior profitto realizzato al di fuori di un grande studio». Dopo dieci anni aveva guadagnato tra i 12 e i 15 milioni di dollari al botteghino statunitense ed è stato doppiato in più di 25 lingue tra Europa, Canada e Australia. In totale incassò 30 milioni di dollari e il Wall Street Journal lo riporta come il film con i maggiori incassi in Europa nel 1969.
Il film ricevette due importanti onorificenze quasi trent'anni dopo la sua uscita nelle sale. Nel 1999 fu inserito dalla Biblioteca del Congresso nel National Film Registry come film "culturalmente, storicamente o esteticamente significativo". Nel 2001 l'American Film Institute lo inserì nella lista 100 Years... 100 Thrills che comprende i 100 migliori film horror e thriller. Si è anche piazzato nono nella classifica dei 100 Scariest Movie Moments del canale televisivo Bravo.

### Critica
Ai critici non piacquero i sanguinosi effetti speciali. Il quotidiano Variety etichettò La notte dei morti viventi come una «costante orgia di sadismo» e si pose dei dubbi sull'integrità e la responsabilità dei produttori. Vincent Canby del New York Times lo definì un film "spazzatura" e anche alquanto sciocco.
D'altra parte ci furono anche critiche positive che riconobbero le grandi innovazioni del film. Pauline Kael scrisse: «Uno dei più macabri film horror di tutti i tempi - quando esci dal cinema vorresti poter dimenticare quella terribile esperienza [...] La banale serietà del film fa il resto - e gli dà quel tocco di crudo realismo». Roger Ebert criticò la proiezione mattutina del film, tipica degli horror in quel periodo, ma il film gli piacque. Rex Reed scrisse: «Se volete sapere cosa trasforma un B-movie in un classico... non perdetevi La notte dei morti viventi. Non è concepibile perderselo per chi è interessato all'horror».
Sin da quando uscì nelle sale, critici e storici cinematografici videro ne La notte dei morti viventi un film sovversivo che opera una critica contro la società statunitense degli anni sessanta, contro la Guerra Fredda, e il razzismo presente negli USA. Elliot Stein del settimanale The Village Voice vide il film come una fervente critica alla partecipazione dell'America nella guerra del Vietnam e infatti scrisse: «Il film non è ambientato in Transilvania ma in Pennsylvania - era il centro degli Stati Uniti a essere in guerra, e gli zombie sembravano un grottesco riferimento all'allora violento conflitto in Vietnam». Sumiko Higashi concorda e sostiene che La notte dei morti viventi è un film horror sugli orrori del Vietnam e «anche se non sono presenti vietnamiti nel film [...] essi costituiscono una presenza assente che può essere compresa analizzando l'intera trama». Evidenzia anche gli aspetti paralleli tra la guerra e il film come i cinegiornali in bianco e nero, le operazioni di rastrellamento, gli elicotteri e la carneficina.
Sebbene Romero abbia sempre negato di aver scritturato Duane Jones per il fatto che fosse nero, il critico Mark Deming nota che «la tragica fine di Jones, l'unica figura eroica e l'unico afroamericano del film, rievoca nella mente degli spettatori i non troppo lontani omicidi di Martin Luther King e Malcolm X». Stein aggiunge che «in questo primo film horror a essere sovversivo, l'eroe nero sopravvive agli zombie solo per essere ucciso da una pattuglia di individui del sud degli Stati Uniti». La morte di Ben, di Barbara e di tutti gli altri personaggi danno allo spettatore una visione nichilistica, atipica fino a quel momento per questo genere cinematografico.
Il trattamento riservato ai personaggi femminili del film scatenò le critiche di numerose femministe. Le donne sono rappresentate indifese e spesso escluse dalle decisioni importanti. Barbara è addirittura ridotta in uno stato semi-catatonico per la maggior parte del film in seguito alla perdita del fratello. Judy non riesce a comprendere fino in fondo cosa stanno vivendo e le sue azioni condanneranno sia lei stessa che il fidanzato. Helen Cooper, inizialmente dotata di una forte personalità, diventa mano a mano sempre più impotente e questo la porterà alla morte. Tuttavia anche i personaggi maschili del film, soprattutto Harry, sono rappresentati come incapaci di affrontare ciò che sta accadendo intorno a loro, e agiscono con comportamenti irresponsabili.

## Influenza culturale
Con La notte dei morti viventi George Romero ha rivoluzionato il cinema horror. Il giornalista Almar Haflidason della BBC è convinto che «questo film abbia cambiato il modo di fare film horror». Gli zombie presenti in film precedenti a questo, come L'isola degli zombies o Ho camminato con uno zombie, avevano a che fare con stregoni e riti vudù ed erano solitamente ambientati nei Caraibi.
Anche se Romero non ha mai utilizzato il termine "zombie", si deve a lui l'idea di farli diventare mostri cannibali risvegliati per un misterioso virus e in seguito tutti i film sui morti viventi hanno ripreso queste caratteristiche. Tra i vari film con questa tematica ci sono Zombi 2 (1979), Virus - L'inferno dei morti viventi (1980), Il ritorno dei morti viventi (1985), Dimensione terrore (1986) o anche la serie di videogiochi Resident Evil (da cui è stata tratta l'omonima serie cinematografica); esempi di parodie sono L'alba dei morti dementi (2004) e alcuni episodi dei cartoni animati I Simpson e South Park.
Anche nel fumetto il film ebbe una notevole influenza: il numero 1 della serie Oltretomba dal titolo I morti viventi (1971) prese ispirazione proprio dal film di Romero. La serie di Oltretomba ebbe un grande successo per tutti gli anni 70. Dylan Dog, protagonista dell'omonimo fumetto, ha come principale antagonista un pazzo i cui errori nella ricerca del siero per la vita eterna portano solo al risveglio dei morti, simili in tutto a quelli di Romero. Il primo numero della serie è intitolato L'alba dei morti viventi, traduzione fedele di Dawn of the Dead, sequel di questo film.
Il gruppo finlandese dei Lordi, legato a temi di carattere macabro, cita il titolo del film di Romero nella traccia The Night of the Loving Dead dell'album The Arockalypse.
Tra i media influenzati non mancano anche numerosi fumetti tra i quali il celebre The Walking Dead dal quale in seguito venne tratta l'omonima serie televisiva di successo.

## Riconoscimenti
- 1999 - National Film Registry

## Sequel
La notte dei morti viventi è il primo di sei film diretti da George Romero sugli zombie. A questo seguirono Zombi (1978), Il giorno degli zombi (1985), La terra dei morti viventi (2005), Le cronache dei morti viventi (2007) e Survival of the Dead - L'isola dei sopravvissuti (2009). L'elemento comune ai film è l'arrivo dei morti viventi e il disperato tentativo dell'uomo di fermarli, tuttavia c'è una distinzione in due saghe poiché Diary of the Dead e Survival of the Dead sono slegati dai precedenti quattro film e fanno parte di un nuovo universo narrativo. In ciascun capitolo della serie Romero opera una critica verso elementi propri del periodo nel quale sono stati prodotti. Sono stati realizzati anche due remake: il primo nel 1990 da Tom Savini (La notte dei morti viventi) ed il secondo nel 2006 da Jeff Broadstreet (La notte dei morti viventi 3D).
Lo stesso anno de Il giorno degli zombi, uscì Il ritorno dei morti viventi basato su un libro di John Russo e nacque così una continuità alternativa a quella di Romero. Il film ebbe tre seguiti cinematografici e uno televisivo. Romero intraprese una battaglia legale contro Il ritorno dei morti viventi accusando Russo di aver copiato parte del titolo e del film e plagiato lo slogan "When there is no room in hell... the dead will walk the earth" ("Quando non ci sarà più posto all'inferno... i morti cammineranno sulla terra"); Romero ottenne l'immediata cessazione della campagna pubblicitaria di Russo, ma il film non venne ritirato.

## Opere derivate

### Romanzi
- Nello stesso anno di uscita del film, John A. Russo ha scritto una novellizzazione del film, che ne ricalca fedelmente la trama.
- Nel 1978 Russo scriverà anche Return of the living dead, seguito sia del film sia della sua trasposizione letteraria, che si svolge diversi anni dopo i loro eventi ignorando il sequel Zombi. Tale romanzo ispirerà alla lontana la storia dell'omonimo film del 1985. Altri due sequel, Epidemic of the living dead e Spawn of the living dead, scritti dallo stesso Russo furono pubblicati nel 2018 e nel 2019.
- Una serie di sequel a fumetti, intitolati Escape of the Living Dead, Escape of the Living Dead: Fearbook, Escape of the Living Dead: Airborne ed Escape of the Living Dead Annual #1, tutti sceneggiati da Russo, furono pubblicati tra il 2006 e il 2008.
- Nel 2009 lo scrittore Christopher Andrews scrisse una ulteriore trasposizione letteraria, ma senza il consenso di Romero e di Russo.

### Fumetto
Nel 2015 venne pubblicato un fumetto intitolato La notte dei morti viventi: Il preludio. Il fumetto è stato disegnato seguendo il testo fedele e originale di George Romero del 1968. Esso racconta come prequel/sequel, gli avvenimenti dei personaggi di ciò che gli accadde prima e dopo i fatti di quando si barricarono nella casa. Ad aggiungersi ci saranno anche altri personaggi di cui alcuni loro amici, dei protagonisti, che avranno storie parallele di ciò che accadde mentre erano intrappolati nella casa.
- Viene presentato Ben e della sua presenza al bar nella strada, prima di raggiungere la casa.
- Viene raccontata la storia della vita di Karen prima e dopo che giungesse alla casa.
- I giornalisti visti in televisione si vedranno mentre si barricano nel loro studi mentre i morti all'esterno circondano l'edificio.
- Si scopre cosa è successo a Barbara dopo essere stata attaccata da suo fratello ormai zombificato.
- Si scopre chi fosse la donna morta dentro alla casa all'inizio del film, nonché la proprietaria della stessa.
- Viene raccontato la storia della zombie nella scena del film, mentre divora l'insetto sull'albero.
- Viene mostrato cosa sta accadendo nelle grandi città americane con il caos generato dall'epidemia dei morti viventi.